# Rosario (piłkarz)
Rosario – angolski piłkarz występujący na pozycji napastnika.

## Kariera klubowa
W swojej karierze Rosario występował między innymi w zespole Petro Atlético. 

## Kariera reprezentacyjna
W 1996 roku Rosario został powołany do reprezentacji Angoli na Puchar Narodów Afryki, zakończony przez Angolę na fazie grupowej. Nie zagrał jednak na nim w żadnym meczu.